# Hidas
Hidas ist eine ungarische Gemeinde im  Kreis Pécsvárad im Komitat Baranya. Zur Gemeinde gehört der Ortsteil Kishidas.

## Geografische Lage
Hidas liegt gut 12 Kilometer nordöstlich der Stadt Pécsvárad und fünf Kilometer südwestlich der Stadt Bonyhád, an dem Fluss Hidasi-vadvíz.

## Geschichte
Hidas wurde 1333 erstmals urkundlich erwähnt.

## Sehenswürdigkeiten
- Béla-Bartók-Büste, erschaffen 1966 von Enikő Szöllőssy
- Evangelische Kirche, erbaut 1793 (Spätbarock)
- Heimatmuseum mit volkskundlicher Sammlung der Ungarndeutschen
- Reformierte Kirche
- Römisch-katholische Kirche Szent Kereszt Felmagasztalása, erbaut 1784 im Zopfstil

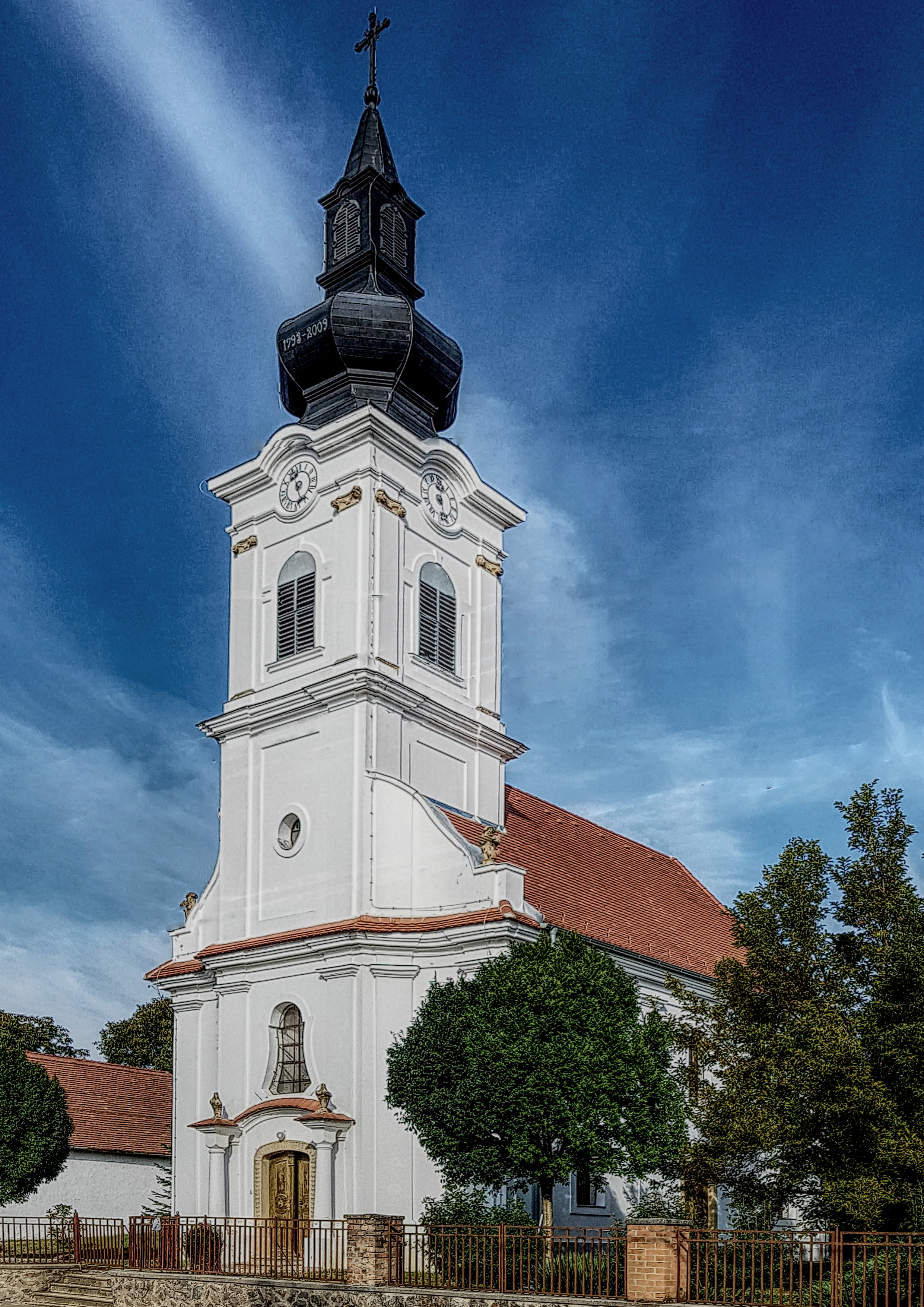
Evangelische Kirche

## Gemeindepartnerschaften
- Bretten-Diedelsheim
- Hidasnémeti

## Verkehr
Durch Hidas verläuft die Landstraße Nr. 5606 und die Hauptstraße Nr. 6. Über den 2,8 Kilometer nordöstlich der Ortsmitte gelegenen Bahnhof Hidas-Bonyhád ist die Gemeinde angebunden an die Eisenbahnstrecke von Dombóvár nach Baja.